# Pokolfajzat (film)
A Pokolfajzat (eredeti cím: Hellboy) 2004-ben bemutatott amerikai tudományos-fantasztikus szuperhősfilm Guillermo del Toro rendezésében. A film jórészt a Dark Horse Comics amerikai képregénykiadó, Mike Mignola teremtette, Hellboy sorozatának első történetén alapul (Seed of Destruction, azaz "A rombolás magja"). A főbb szerepekben Ron Perlman, Selma Blair, Jeffrey Tambor, Karel Roden, Rupert Evans és John Hurt látható.

## Cselekmény
Pokolfajzatot a II. világháború alatt a pokol tüzében azért teremtette meg az őrült Grigorij Raszputyin, hogy a gonoszt szolgálja. Az apokalipszis előfutárának szánt Pokolfajzatot a Szövetségesek mentették meg Broom professzor vezetésével. A professzor – aki egy titkos hivatal, a Paranormális Kutató- és Védelmi Hivatal (B.P.R.D.) alapítója –, fiaként nevelte fel a megmentett fiút és segített előhívni különleges, paranormális képességeit. Származása ellenére Pokolfajzat a jó oldalon harcol a világot fenyegető gonosz erők ellen.

## Szereplők
| Színész        | Szerep                | Magyar hang       |
| -------------- | --------------------- | ----------------- |
| Ron Perlman    | Pokolfajzat (Hellboy) | Reviczky Gábor    |
| John Hurt      | Trevor Bruttenholm    | Versényi László   |
| Kevin Trainor  | Broom fiatalon        | Rajkai Zoltán     |
| Selma Blair    | Liz Sherman           | Németh Borbála    |
| Rupert Evans   | John Myers            | Miller Zoltán     |
| Karel Roden    | Grigori Rasputin      | Borbély László    |
| Jeffrey Tambor | Tom Manning           | Tahi Tóth László  |
| Doug Jones     | Abe Sapien            | Karácsonyi Zoltán |
| Brian Steele   | Sammael               | nem szólal meg    |
| Ladislav Beran | Karl Ruprecht Kroenen | nem szólal meg    |
| Bridget Hodson | Ilsa Haupstein        | Mezei Kitty       |
| Corey Johnson  | Clay ügynök           | Koncz István      |

## Bemutató
A film az Amerikai Egyesült Államokban mintegy 60 millió dolláros, világszerte 100 millió dolláros jegybevételt hozott. A film folytatását 2008-ban mutatták be Hellboy II. – Az aranyhadsereg címmel.